# Catherine Rihoit
Catherine Rihoit (née en 1950 à Caen) est une femme de lettres française.

## Biographie
Professeur de linguistique à la Sorbonne, ses premiers succès littéraires la font devenir écrivain. Portrait de Gabriel, son premier roman, paraît en 1977. En 1979, elle reçoit le Prix des Deux-Magots pour Le Bal des débutantes et l’Académie française lui décerne le prix Anaïs-Ségalas en 1980 pour son ouvrage Les abîmes du cœur.
Après la réception difficile du Triomphe de l'amour, elle devient journaliste pour Paris Match, Marie-Claire puis F Magazine.
Elle a écrit des biographies de Thérèse de Lisieux, La Petite Princesse de Dieu, de Brigitte Bardot et de Dalida.

## Œuvre
- Autrement, ailleurs : poèmes, R. Viel, Paris, 1977
- Portrait de Gabriel, 1977[3]
- Le Bal des débutantes, Gallimard, 1978[4], Prix des Deux Magots
- Les Abîmes du cœur, Gallimard, 1980[5]
- Histoire de Jeanne transsexuelle, en collaboration avec Jeanne Nolais, Mazarine, 1980
- Les Petites Annonces, 1981[6]
- La Nuit de Varennes ou l'Impossible n'est pas français, Ramsay, 1982
- La Favorite, Gallimard, 1983[7]
- Triomphe de l'amour, Gallimard, 1983
- Tentation, 1983
- Regards de femmes, Presses de la Renaissance, 1984
- Kidnapping, pièce en trois actes, 1984[8]
- Soleil, Gallimard, 1985[9]
- Brigitte Bardot, un mythe français, Olivier Orban, 1986
- Retour à Cythère, 1988
- La Petite Princesse de Dieu, une biographie de Thérèse de Lisieux, Plon, 1992  (ISBN 978-2259025188 et 978-2266057332)[10]
- La Dame au loup, Stock, 1999
- La Chambre de feu, 2002
- Les Maîtres du sens : Bergman, Fassbinder, Lynch, Pasolini, Visconti et quelques autres..., Séguier, 2005
- J'ai vu : L'extraordinaire histoire de Bernadette Soubirous, Plon, 2009  (ISBN 978-2259202725)
- Jane Austen. Un cœur rebelle, Ecriture, 462 p., 2018[11]
- Dalida - Mon frère tu écriras mes Mémoires, avec Orlando, Plon, 2022.

## Distinctions
- Prix des Deux Magots pour Le bal des débutantes en 1979[1].
- Prix Anaïs-Ségalas pour Les Abîmes du cœur en 1980.